# Alcalus baluensis
Espèce
Synonymes
- Cornufer baluensis Boulenger, 1896
- Ingerana baluensis (Boulenger, 1896)

Statut de conservation UICN

 LC  : Préoccupation mineure
Alcalus baluensis est une espèce d'amphibiens de la famille des Ceratobatrachidae.

## Répartition
Cette espèce est endémique de Bornéo. Elle se rencontre entre 100 et 900 m d'altitude au Brunei, au Sabah et au Sarawak en Malaisie et dans le Nord du Kalimantan en Indonésie.

## Description
La femelle holotype mesure 30 mm.

## Étymologie
Son nom d'espèce, composé de balu et du suffixe latin -ensis, « qui vit dans, qui habite », lui a été donné en référence au lieu de sa découverte, le mont Kinabalu, parfois orthographié Kina Balu.

## Publication originale
- Boulenger, 1896 : Descriptions of Two new Batrachians obtained by Mr. A. Everett on Mount Kina Balu, North Borneo. Annals and Magazine of Natural History, sér. 6, vol. 17, p. 449-450 (texte intégral).